# Cipta Praja
Cipta Praja is een bestuurslaag in het regentschap Musi Banyuasin van de provincie Zuid-Sumatra, Indonesië. Cipta Praja telt 2397 inwoners (volkstelling 2010).